# Aspidoglossum nyasae
Aspidoglossum nyasae är en oleanderväxtart som först beskrevs av James Britten och Rendle, och fick sitt nu gällande namn av F.K. Kupicha. Aspidoglossum nyasae ingår i släktet Aspidoglossum och familjen oleanderväxter. Inga underarter finns listade i Catalogue of Life.